# The Island with Bear Grylls
The Island with Bear Grylls is een Britse realityserie, oorspronkelijk uitgezonden door Channel 4 in de jaren 2014-2019.
De serie dient als experiment met de vraag hoe goed de moderne mens in staat zou zijn om te overleven zonder alle gemakken van de moderne maatschappij. Om dit te bepalen worden vrijwilligers achtergelaten op een onbewoond eiland in de Grote Oceaan met een minimale uitrusting en een watervoorraad voor slechts één dag. 
De presentator van de serie is Bear Grylls, zelf een avonturier en ex-militair die bekendstaat om zijn survivalprogramma's. 
In de jaren 2016-2018 werd ook Celebrity Island with Bear Grylls uitgezonden: een spin-off van het programma, waarin beroemdheden deelnemen aan hetzelfde experiment, om geld in te zamelen voor onderzoek naar kanker.

## Afleveringen

### Seizoen 1 (2014)

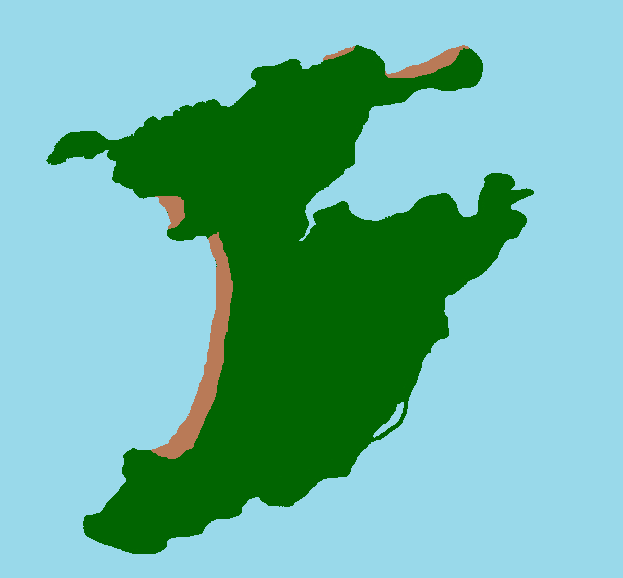
Isla Gibraleón

In het eerste seizoen worden dertien mannelijke vrijwilligers achtergelaten in een moerassige rand van Isla Gibraleón, een onbewoond eiland en onderdeel van de Pareleilanden in de Golf van Panama, met de missie 28 dagen te overleven, met een minimale uitrusting. Deze uitrusting bestaat uit drie messen en twee kapmessen, poncho's, een watervoorraad voor één dag en wat medische middelen. Drie leden van de groep functioneren als cameraman. Alle deelnemers hebben een cursus overleven gevolgd, van één dag. Voor noodsituaties krijgt de groep een satellietportofoon mee. 
| Deelnemer            | Leeftijd | Beroep                                       | Opmerkingen                                                           |
| -------------------- | -------- | -------------------------------------------- | --------------------------------------------------------------------- |
| Ryan McHugh          | 21       | medewerker callcenter                        | heeft een tatoeage van een swastika, waar hij nu spijt van heeft      |
| Tony Fletcher        | 70       | gepensioneerd agent                          |                                                                       |
| Craig Brown          | 26       | lekkagemonteur, parttime ambulancemedewerker |                                                                       |
| Dean Smith           | 24       | kapper                                       |                                                                       |
| Chris(topher) Barrow | 60       | business coach                               |                                                                       |
| Mike Fletcher        | 37       | IT Trainer                                   |                                                                       |
| Sam Nightingale      | 33       | neuroloog                                    |                                                                       |
| Joe Birch            | 23       | schapenboer                                  |                                                                       |
| Kiff McManus         | 53       | geluidstechnicus                             | had ervaring in gevaarlijke gebieden                                  |
| Sackie Osakonor      | 28       | schrijver/artiest                            |                                                                       |
| Rupert Smith         | 43       | cameraman                                    | heeft eerder met Grylls samengewerkt, had ervaring in oorlogsgebieden |
| Matt Bennett         | 43       | cameraman                                    | had ervaring in gevaarlijke gebieden                                  |
| Dan Etheridge        | 35       | cameraman                                    | heeft eerder met Grylls samengewerkt                                  |

Het eerste seizoen bestaat uit zes afleveringen. De laatste aflevering bestaat uit een samenvatting van de eerdere afleveringen, interviews met de groepsleden en commentaar van presentator Bear Grylls.

### Seizoen 2 (2015)
Na kritiek over seksisme, werd in het tweede seizoen hetzelfde gedaan, maar nu met 14 mannen en 14 vrouwen, apart op twee eilanden. De vrouwen werden gedropt op Isla Gibraleón, en de mannen op een ander eiland van de Pareleilanden: Isla San Telmo. 
De groepen voltooiden voorafgaand aan het experiment gedurende 2 dagen een survivaltraining. Zij hebben 3 messen en 3 kapmessen en enig visgereedschap bij zich, en een watervoorraad voor slechts één dag. Voor noodsituaties krijgt elke groep een satellietportofoon mee.
Seizoen 2 omvat 13 afleveringen. Elke aflevering wisselt af tussen de mannen en de vrouwen. De groepen worden na 6 weken opgehaald. 

#### Mannen

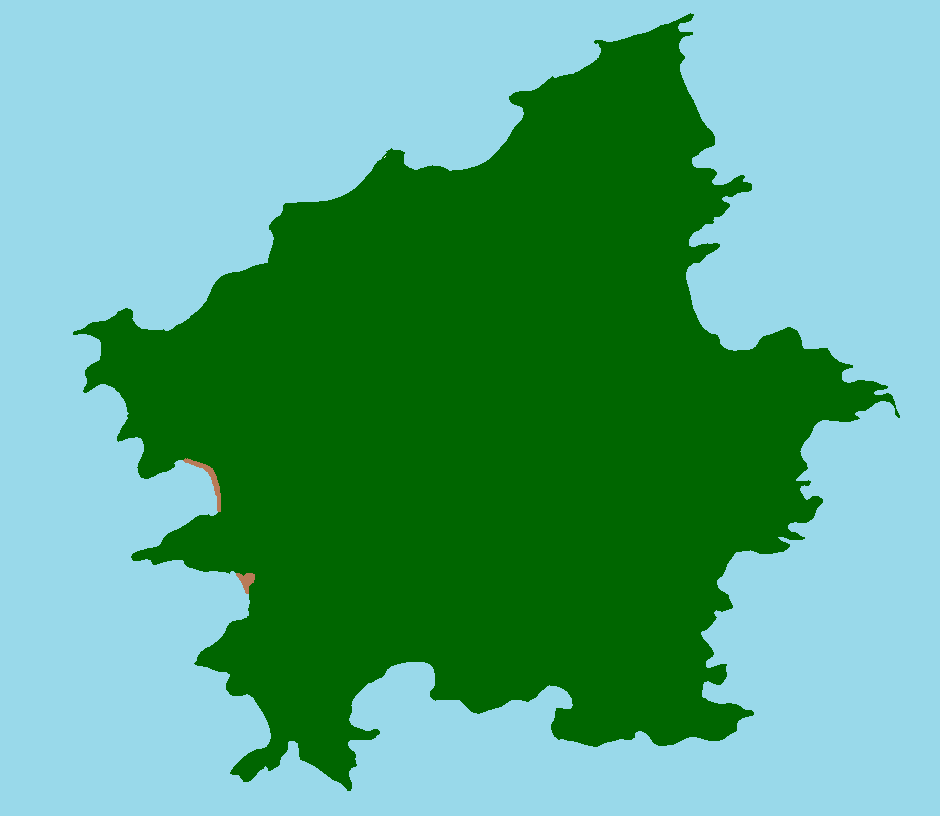
Isla San Telmo

De mannen hebben aardig wat geruzie en enkele mannen vertrekken van het eiland. De overgebleven groep functioneert uiteindelijk goed.
| Deelnemer       | Leeftijd | Beroep                              | Opmerkingen         |
| --------------- | -------- | ----------------------------------- | ------------------- |
| Dan Campion     | 29       | olieplatformarbeider                |                     |
| Joe Silver      | 22       | graphisch ontwerper                 | vertrokken op dag 5 |
| Andy Bennett    | 51       | bouwer                              | vertrokken op dag 8 |
| Paul Hopkinson  | 36       | bouwplaatsmanager                   | vertrokken op dag 5 |
| Ross Blair      | 33       | cameraman                           |                     |
| Sam Brown       | 30       | cameraman                           |                     |
| Sam Farmar      | ??       | cameraman                           |                     |
| Will Hutchinson | 36       | cameraman                           |                     |
| Piers Dixey     | 28       | arts                                |                     |
| Phil(lip) Ennis | 58       | autoverkoper                        |                     |
| Vic Fellowes    | 47       | manager verkoop schoonmaakartikelen |                     |
| Kyle Newsam     | 28       | website consultant                  |                     |
| Charlie Walford | ??       | ??                                  |                     |
| Barney Strange  | 29       | ambulancemedewerker                 |                     |

#### Vrouwen

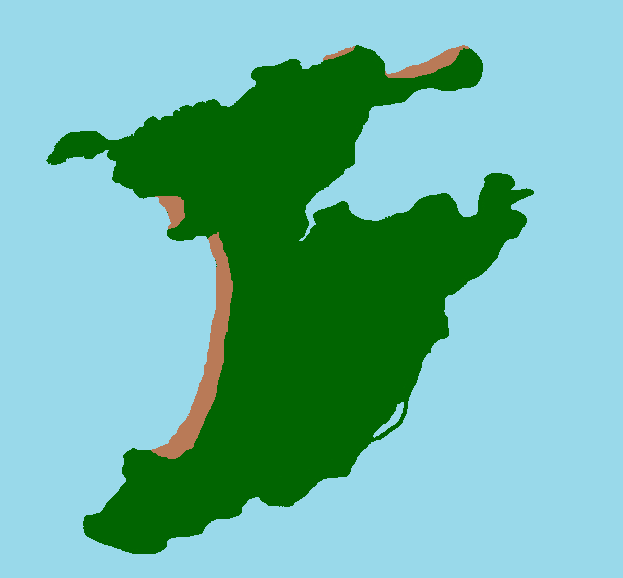
Isla Gibraleón

De vrouwen splitsen in twee groepen en raken elkaar kwijt, maar vinden elkaar uiteindelijk weer. 4 vrouwen verlaten het eiland vroegtijdig. 
| Deelnemer            | Leeftijd | Beroep              | Opmerkingen                                                    |
| -------------------- | -------- | ------------------- | -------------------------------------------------------------- |
| Jayde Lee            | 25       | kapster             | vertrokken op dag 2                                            |
| Beki Wood            | 29       | cameravrouw         |                                                                |
| Chavala Parker       | 28       | psychotherapeute    |                                                                |
| Belinda Fenty        | 28       | arts                |                                                                |
| Beth Brown           | 30       | pottenbakker        |                                                                |
| Jaime Ross           | 30       | eigenaar salon      |                                                                |
| Kate Willis          | 34       | meubelmaker         | vertrokken op dag 7                                            |
| Fi(ona) Cotter Graig | 58       | cameravrouw         |                                                                |
| Julie Henderson      | 55       | kassière gokwinkel  |                                                                |
| Abby Wait            | 47       | hotel spa eigenares | verlaat het eiland in aflevering 8                             |
| Fran Ghazaani        | 24       | PhD studente        | valt flauw in aflevering 2, verlaat het eiland in aflevering 3 |
| Georgina Kiedrowski  | 34       | cameravrouw         |                                                                |
| Lauren Morton        | 24       | verpleegkundige     |                                                                |
| Georgie Kiedrowski   | 46       | cameravrouw         |                                                                |

### Seizoen 3 (2016)

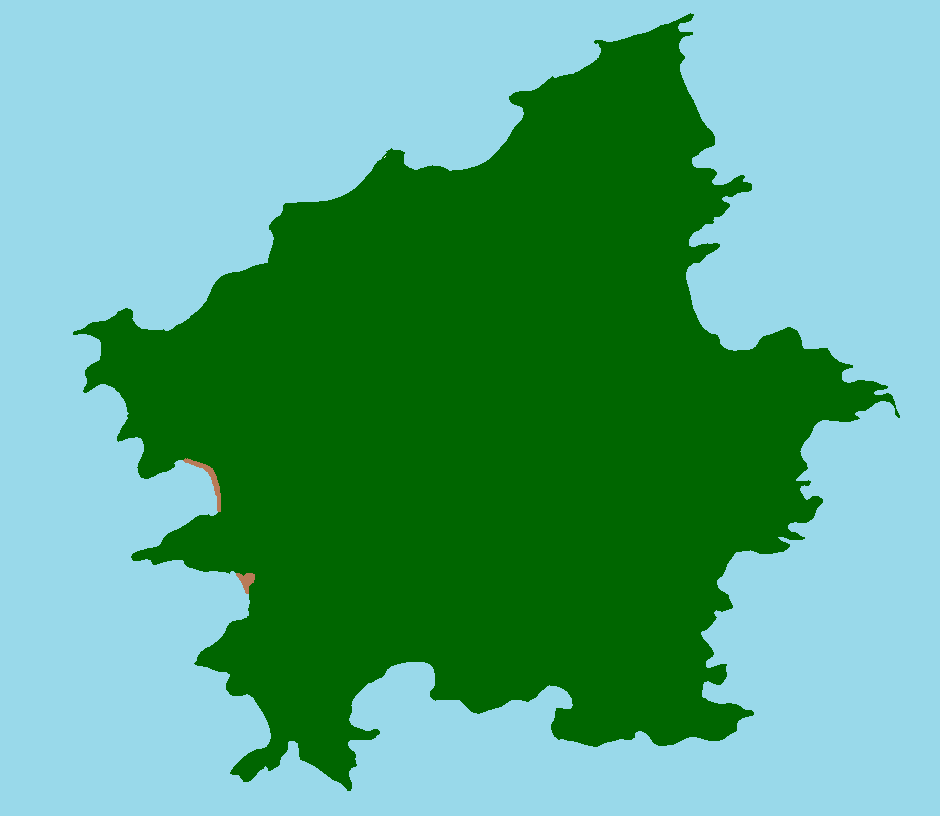
Isla San Telmo

In het derde seizoen wordt een groep van 8 vrouwen gedropt op Isla San Telmo, en later op de dag een groep van 8 mannen op ongeveer 2km afstand van de vrouwen. De groepen weten niet van elkaars aanwezigheid op het eiland. Na vijf dagen vinden de twee groepen elkaar bij toeval. 
Omdat cameravrouw Cassie in de eerste aflevering uitviel is zij vervangen. Rizwan had moeite met de hoeveelheid bloot om zich heen, maar hield het vooral lichamelijk en emotioneel niet vol. Hannah viel uit omdat ze veel last had van fantoompijn aan het been dat ze had verloren in de oorlog in Irak en ze kreeg overmatig last van posttraumatische stress door de tropische storm. Het seizoen eindigt met 14 deelnemers.
Dit seizoen bestaat uit 7 afleveringen.

#### Mannen
| Deelnemer      | Leeftijd | Beroep                  |
| -------------- | -------- | ----------------------- |
| Daniel         | 41       | arts                    |
| Patrick        | 19       | student                 |
| Rob Bloomfield | 37       | cameraman               |
| Rizwan         | 26       | eigenaar telefoonwinkel |
| Simon          | 35       | verkoper verzekeringen  |
| Chris          | 54       | ondernemer              |
| Ben Allen      | ??       | cameraman               |
| Elliot         | 26       | kok                     |

#### Vrouwen
| Deelnemer      | Leeftijd | Beroep      |
| -------------- | -------- | ----------- |
| Cassie Farrell | 59       | cameravrouw |
| Sarah Carnie   | 31       | cameravrouw |
| Tilly          | 28       | barvrouw    |
| Zoe Hines      | 28       | cameravrouw |
| Erika          | 57       | boerin      |
| Hannah         | 31       | ex-militair |
| Shaney         | 25       | accountant  |
| Alice          | 26       | arts        |
| Rozelle        | 33       | loodgieter  |

### Seizoen 4 (2017)

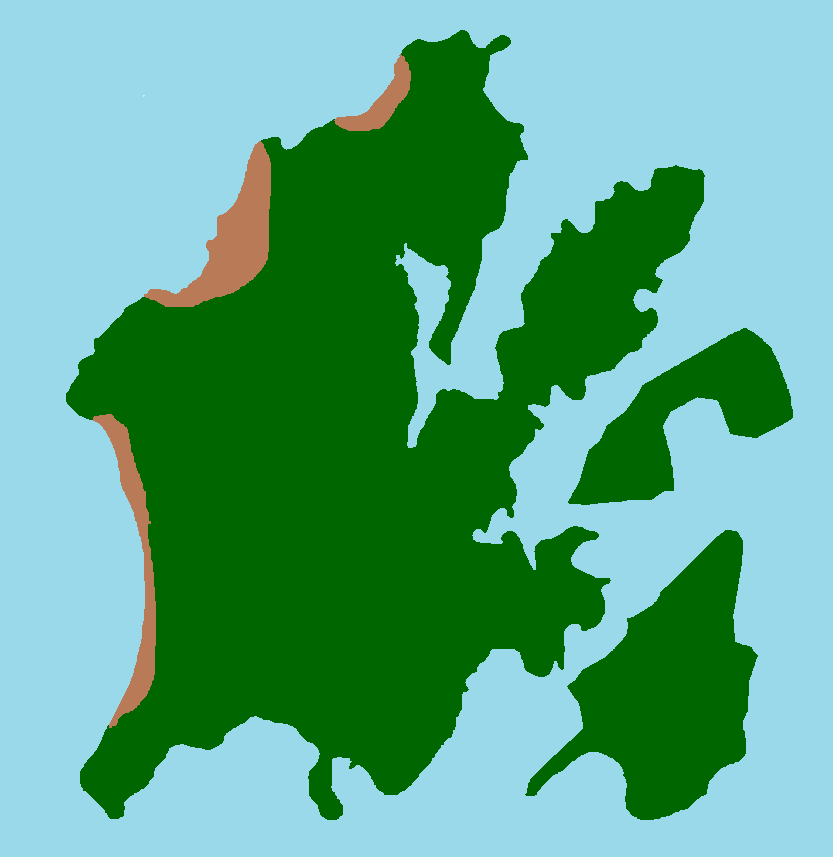
Isla Bayoneta

In seizoen 4 wordt het experiment uitgevoerd op Isla Bayoneta en een klein naburig eilandje. Een groep van 8 oudere deelnemers (30-66 jaar, 4 mannen, 4 vrouwen) wordt achtergelaten op het kleinere eilandje. Een groep van 8 jongere deelnemers (leeftijden 18-30 jaar, 4 mannen, 4 vrouwen) wordt achtergelaten op Isla Bayoneta. De eilanden zijn bij eb vanaf elkaar bereikbaar. Net als in het vorige seizoen weten de groepen niets van elkaars aanwezigheid, maar in de eerste aflevering vinden de groepen elkaar. De groepen twijfelen over een poging zich te mengen, dit gaat uiteindelijk echter erg goed. Na 5 weken worden de deelnemers van het eiland gehaald. Dit seizoen bestaat uit 6 afleveringen. 

#### Jong
| Deelnemer      | Leeftijd | Beroep                 | Opmerkingen                        |
| -------------- | -------- | ---------------------- | ---------------------------------- |
| Jordan Turner  | 23       | afgestudeerde werkloze |                                    |
| Kaggy Burn     | 24       | evenementencoördinator |                                    |
| Emma McFarlane | 30       | arts                   |                                    |
| Emma Findlay   | 30       | cameravrouw            |                                    |
| Ben Cooper     | 29       | elektricien            |                                    |
| Freddie Wilson | 18       | student                | verlaat het eiland in aflevering 2 |
| Richie Carr    | 30       | cameraman              |                                    |
| Ben M.         | 26       | videobewerker          |                                    |

#### Oud
| Deelnemer        | Leeftijd | Beroep                      | Opmerkingen                                                   |
| ---------------- | -------- | --------------------------- | ------------------------------------------------------------- |
| Jacqui Redgard   | 50       | politieagente               |                                                               |
| Jane Gates       | 50       | gepensioneerd politieagente |                                                               |
| Karen Bretagne   | 50       | winkelier                   | verlaat het eiland in aflevering 5                            |
| Stephanie Bee    | 35       | cameravrouw                 |                                                               |
| Frank Rothwell   | 66       | zakenman                    |                                                               |
| Jager Docherty   | 37       | bloemist                    | verlaat het eiland in aflevering 5 door familieomstandigheden |
| Aran Blunden     | 42       | ambulancemedewerker         |                                                               |
| Phil(lip) Coates | 50       | cameraman                   | wordt weggestemd in aflevering 4                              |

### Seizoen 5 (2018)

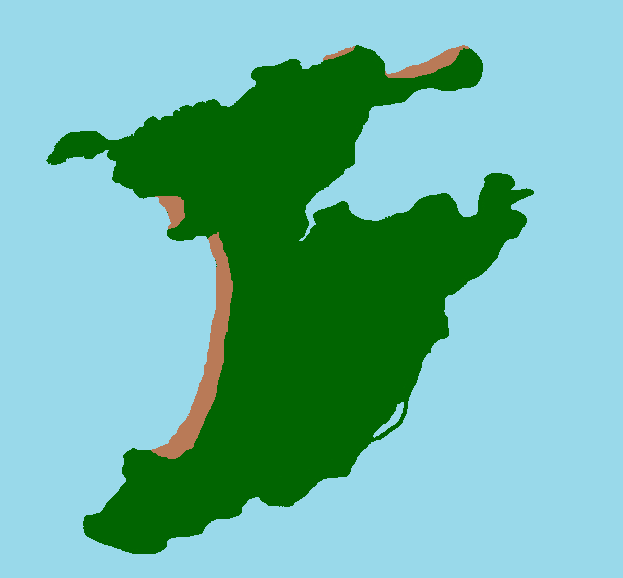
Isla Gibraleón

Een groep van 8 Britten die gemiddeld £100.000 per jaar verdienen, en een groep van 8 Britten die onder het nationaal gemiddelde verdienen, worden achtergelaten op Isla Gibraleón. Beide groepen vinden elkaar snel, maar na enkele conflicten op de eerste dag, onder meer over neerbuigende houdingen, de verdeling van taken en slaapplaatsen, besluit de rijkere groep de arme groep te verlaten en verder naar het Zuiden op hetzelfde strand te gaan. Later in het seizoen vinden de groepen elkaar weer en komt het tot een samenwerking. Erance en Ben vallen uit. Ook cameraman Sam raakt gewond. Dit seizoen bestaat uit 6 afleveringen.

#### Arm
| Deelnemer | Leeftijd | Beroep                     | Opmerkingen                                                  |
| --------- | -------- | -------------------------- | ------------------------------------------------------------ |
| Mercedes  | 27       | receptioniste sloopbedrijf | uitgevallen in aflevering 4 vanwege gezondheidsproblemen     |
| Laura     | 29       | verpleegkundige            |                                                              |
| Sammy     | 24       | afgestudeerde werkloze     |                                                              |
| Brigid    | ??       | cameravrouw                |                                                              |
| Stevey    | ??       | cameraman                  |                                                              |
| Ben       | 37       | staalwerker, lasser        | uitgevallen in aflevering 5 door een houtsplinter in het oog |
| Erance    | 31       | huisvader                  | vegetariër                                                   |
| Phil      | 28       | glaszetter                 |                                                              |

#### Rijk
| Deelnemer       | Leeftijd | Beroep                           |
| --------------- | -------- | -------------------------------- |
| Ali             | 27       | gynaecoloog                      |
| Lorna           | 50       | zakenvrouw                       |
| Shereen         | 48       | huisarts, voorheen militair arts |
| Danni           | ??       | cameravrouw                      |
| Sam             | ??       | cameraman                        |
| James           | 33       | arts en medisch docent           |
| Tan (Nathaniel) | ??       | donormanager                     |
| Barnes          | 32       | kunstmakelaar                    |

### Seizoen 6:Treasure Island with Bear Grylls(2019)

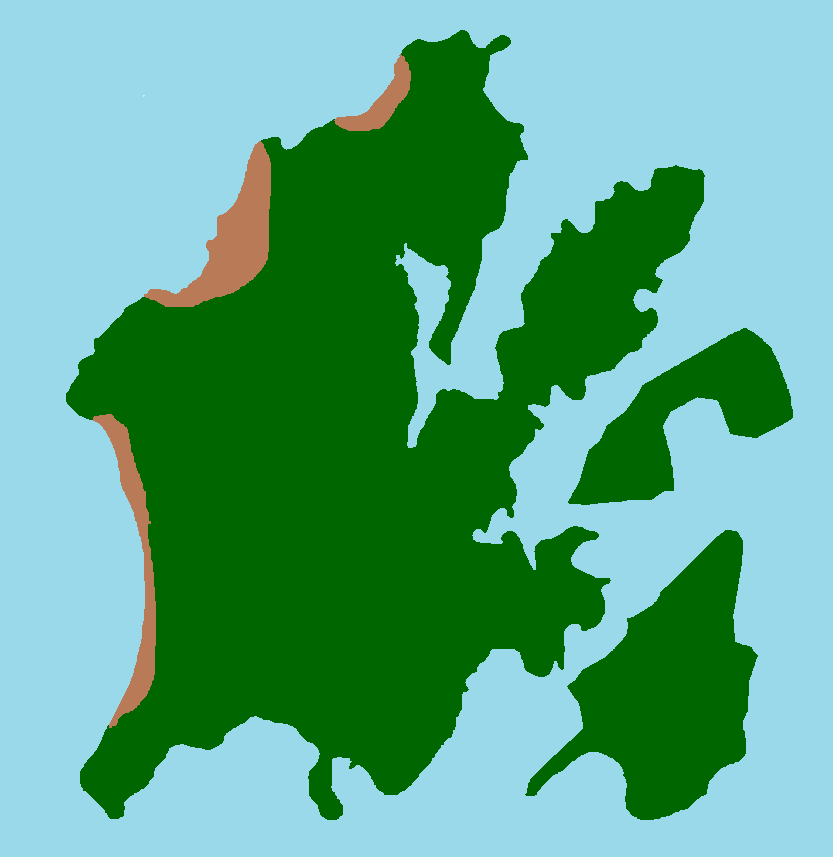
Isla Bayoneta

Voor het zesde en laatste seizoen is de serie hernoemd naar Treasure Island with Bear Grylls. In dit seizoen worden 12 mensen achtergelaten voor 35 dagen op Isla Bayoneta, maar nu wordt ook £100.000 op het eiland gegooid per helikopter, verdeeld over meerdere dozen op verschillende locaties. Dit seizoen bestaat uit 6 afleveringen. 
| Deelnemer | Leeftijd | Beroep                  | Opmerkingen                         |
| --------- | -------- | ----------------------- | ----------------------------------- |
| Jack      | 24       | loodgieter              | won £12.000, waarvan 6.500 gehouden |
| Ivar      | 55       | landheer                | won £16.000                         |
| Elissa    | 33       | schrijver               |                                     |
| Marco     | 30       | fotograaf, ex-commando  | won £19.000                         |
| Ruby      | 20       | serveerster             | verlaat het eiland op dag 5         |
| Mano      | 42       | kinderhersenchirurg     |                                     |
| Morag     | 58       | huisbaas                | £5.000                              |
| Ben       | 26       | verkoper isolatieruiten | £11.000                             |
| Irene     | 75       | gepensioneerd bloemiste | £5.000                              |
| Emily     | 30       | tandartsassistente      | £9.500                              |
| Cat       | 28       | IC-verpleegkundige      | £9.500                              |
| Jim       | 52       | bouwer                  |                                     |